# Carpenters
Die Carpenters waren ein US-amerikanisches Pop-Duo, bestehend aus den Geschwistern Richard Carpenter (* 15. Oktober 1946 in New Haven, Connecticut) und Karen Anne Carpenter (* 2. März 1950 in New Haven, Connecticut; † 4. Februar 1983 in Downey, Kalifornien). Die Carpenters erreichten den Höhepunkt ihrer Karriere in den 1970er Jahren.

## Biografie

### Kindheit und Jugend

#### Karen
Das musikalische Talent von Karen Carpenter zeigte sich Ende 1964, als sie im Alter von 14 Jahren an der Downey High School in der Marschkapelle das tragbare Metallophon spielte. Besonders angetan war sie vom Trommelspiel ihres Bandkollegen Frankie Chavez, sodass sie zu Hause damit begann, ihre Schallplatten mit eigenen Rhythmen zu begleiten. Als ihre Eltern ihr kurz darauf ein richtiges Schlagzeug schenkten, konnte sie umgehend darauf spielen. So entwickelte sich auch die Idee, eine Musikgruppe zu gründen.

#### Richard
Schon im Kindesalter zeigte Richard Carpenter großes Interesse an der Musik. Er hörte mit drei oder vier Jahren sehr gerne die Langspielplatten seines Vaters, der in einem Unternehmen der Container-Industrie arbeitete. Die Platten seines Vaters deckten ein weites Spektrum ab, von Klassik bis Big-Band-Musik, so dass Richard einen umfassenden und vielseitigen Musikeindruck bekam, der sich auf seine späteren Kompositionen und Arrangements auswirken sollte.
Nachdem er weitere Musikstücke im Radio gehört hatte, fragte er seine Eltern, ob sie ihm nicht einige der Platten kaufen würden, die ihm so gut gefielen. Darunter befanden sich Künstler wie Perry Como, Nat King Cole, Guy Mitchell und Patti Page wie auch der Gitarrist Les Paul und dessen Frau Mary Ford. Auch Dixielandjazz von Red Nichols und die Comedymusik von Spike Jones and His City Slickers hatten es ihm angetan.
Im Alter von acht Jahren begann Richard, selbst Musik zu machen. Als erstes Instrument besaß er ein Akkordeon, das er aber schon bald zu Gunsten des Klaviers beiseite legte. Mit 15 Jahren studierte er Klavierspiel an der Universität Yale und war Mitglied eines Trios, bestehend aus Bass, Piano und Schlagzeug, mit dem er bei den unterschiedlichsten Veranstaltungen in New Haven und Umgebung auftrat.
Richard verließ bald darauf die Downey High School und begann an der California State University in Long Beach ein Klavierstudium. Als er erfuhr, dass er vom Sportunterricht freigestellt würde, wenn er der Marschkapelle der Schule beiträte, musste er allerdings einsehen, dass das Klavier nicht unbedingt ein sehr transportfähiges Instrument ist. Doch als der Bandleader ihn spielen hörte, trat er mit der Bitte an ihn heran, mit der Band doch bei einem Aulakonzert Gershwins Rhapsody in Blue aufzuführen. Anschließend lud er Richard ein, mit seiner eigenen Combo außerhalb der Schule zu spielen.

#### Carpenter Trio
Karen war gerade 15 Jahre alt, als das Carpenter Trio gegründet wurde. Das dritte Mitglied war Wes Jacobs, ein Schulkollege von Richard, der Tuba und Bass spielte. Die musikalische Stilrichtung des Trios war Jazz. Auf Drängen von Richard sollte Karen einige Titel singen, aber hauptsächlich spielte das Trio instrumentale Stücke. Karens später unverwechselbare Gesangsstimme entwickelte sich gerade erst, sodass sie mit dem Gesamtsound der Musik nicht recht einverstanden war. Doch bis 1966 war ihre Stimme so weit ausgebildet, dass sich immer mehr Menschen für ihre Musik interessierten.

### Erste Plattenverträge
Als der bekannte Westküstenbassist Joe Osborn zusammen mit einem Partner ein eigenes Plattenlabel mit dem Namen Magic Lamp gegründet hatte, begaben sie sich auf die Suche nach jungen Talenten und kamen durch einen Schulkollegen der Carpenters auf das Trio. Das Vorspielen fand in der Garage von Osborn statt und es wurde beschlossen, Aufnahmen zu machen. Das Ergebnis war ein Plattenvertrag für Karen Carpenter im Mai 1966, den ihre Eltern unterzeichneten. Von einigen Liedern, die unter anderem auch Richard komponiert hatte, erschienen zwei auf einer Single als Karen Carpenter. Dies war zwar ein Anfang, aber da das kleine Label keinerlei Promotion- und Vertriebsstruktur hatte, wurde es nach einem Jahr geschlossen.
Am 24. Juni 1966 gewann The Richard Carpenter Trio die Battle of the Bands im Hollywood Bowl, den wichtigsten Talentwettbewerb der USA. Für den Auftritt hatte Richard ein Stück mit dem Namen Iced Tea komponiert, das besonders das Tubaspiel von Wes Jacobs und das Schlagzeug von Karen in den Vordergrund setzte. Das zweite Stück war eine neu durcharrangierte Version des Titels The Girl from Ipanema. Die Preisrichter waren sehr beeindruckt, und das Trio gewann drei Auszeichnungen als beste Combo, Richard wurde bester Instrumentalist, und das Trio bekam den Preis für den höchsten Punktestand des kompletten Wettbewerbs.
Auf dem Parkplatz wurde Richard von einem Mann angesprochen, der ihm gratulierte und ihn fragte, ob sie nicht Testaufnahmen machen wollten; Richard erzählte jedoch von einem bestehenden Vertrag. Der Mann überreichte ihm seine Karte und riet, ihn anzurufen, falls sich die Umstände ändern sollten. Der Mann war Neely Plumb, der damalige Westküstenmanager der Pop-Abteilung von RCA Records. Richard besann sich schnell und erläuterte, dass der Plattenvertrag sich nur auf seine Schwester als Sängerin beschränkte, das Trio aber frei sei. So kam es zu den ersten Testaufnahmen bei RCA.
Im September unterzeichnete das Trio bei RCA und nahm elf Titel für ein erstes Album auf, darunter das Stück Flat Baroque, das später ein bekannter Carpenters-Titel wurde. RCA lehnte allerdings alle Stücke ab, da sie für ein nichtkommerzielles Jazztrio im Zeitalter der aufkommenden psychedelischen Welle keine Zukunft sahen. Am nun zurückgegebenen Plattenvertrag, der mit einigen hundert US-Dollar ausgelöst wurde, zerbrach das Trio. Wes Jacobs entschied sich für den Weg, Konzertmusiker zu werden, und die beiden Carpenters wandten sich wieder ihrem Studium zu.
Im Sommer 1967 tat sich Richard mit John Bettis, einem befreundeten Mitstudenten, zusammen. Das Duo nahm einen Job in Disneyland an, um dort in einem Pub eine Auswahl bekannter Melodien zu spielen. Doch schon nach vier Monaten wurden sie wieder entlassen.

### Carpenters
Zu dieser Zeit gründete Richard mit seiner Schwester sowie John Bettis und drei anderen Mitstudenten ein neues Projekt, die Gruppe Spectrum. Das Repertoire wurde im Wesentlichen von Richard und John geschrieben, die Arrangements kamen allein aus Richards Feder. Karen Carpenter sang nun mit der Stimme, die sie so populär machen sollte. Da aber die aufkommenden neuen Rockbands das Publikumsinteresse auf sich konzentrierten, war auch Spectrum kein langes Leben beschieden.

#### Rückkehr zu Joe Osborn
Richard Carpenter war nach dem Zerfall von Spectrum aber überzeugt, nun ein schlagendes Konzept für eine erfolgreiche Karriere zu haben. Die drei Standbeine waren seiner Ansicht nach seine hochwertigen Arrangements, die hervorragende Singstimme seiner Schwester und ihr übereinandergeschnittener Gesang. Joe Osborn wollte den Carpenters eine weitere Chance geben und holte sie in sein Studio zurück. Mitte 1968 nahmen sie drei Stücke auf, bei denen alle Gesangsstimmen von Karen und Richard kamen. Dies waren Don’t Be Afraid, von Richard komponiert, sowie die Carpenter-Bettis-Kompositionen Your Wonderful Parade und Invocation (a cappella). Nach drei Aufnahmesessions hatten sie Richard zufolge den richtigen Groove getroffen, um damit Hits zu produzieren. Damit war der neue Sound gefunden, der Karens Stimme in den Vordergrund stellte; und mit dem richtigen Song sollten sich genug Fans finden lassen, um die Hitparaden zu erobern. Als Name der Gruppe wählten sie einfach Carpenters, ohne das The vor dem Namen, ähnlich wie Buffalo Springfield oder Jefferson Airplane.
Karen betrachtete sich immer noch als Schlagzeugerin, die auch sang; Richard dagegen sah mehr Potenzial in ihrer Stimme.

#### Your All American College Show
Richard hörte von einer neuen nationalen Fernsehshow, Your All American College Show, für die Talentsucher quer durch Amerika reisten, um an den Universitäten neue, unverbrauchte Musikacts zu finden. Die Show wurde von Colgate-Palmolive gesponsert und vom bekannten Radioansager Wendell Niles produziert. Zu dieser Show zu kommen, wäre ein großer Sprung im Bekanntheitsgrad der beiden geworden.
Zusammen mit Bill Sissyoev, einem Bassisten, der für die Show engagiert wurde, spielten sie den Talentsuchern vor und wurden für 1968 dreimal verpflichtet. Zusätzlich bekamen sie ein Preisgeld für das Trio in Höhe von 3500 Dollar und Richard noch einmal dieselbe Summe für sein hervorragendes Solospiel.
Direkt nach ihrem ersten Auftritt meldete sich John Bahler von der Love Generation, der auch Fernsehwerbung produzierte. Die Carpenters sollten für die Kampagne der Ford Motor Company zur Einführung des neuen Ford Maverick die Musik schreiben. Der Anfang 1969 unterzeichnete Vertrag brachte beiden je 50.000 Dollar und je einen Ford Mustang. Das einzige, was beiden nun noch fehlte, war ein gutdotierter Plattenvertrag.

#### Herb Alpert und A&M
Nach vielen Absagen auf ihre verschickten Bänder bekamen sie einen Anruf von Herb Alpert, dem bekannten Trompeter und Kopf der Tijuana Brass. Er war zugleich Mitinhaber des Plattenlabels A&M Records. Alpert war von Karens Stimme absolut begeistert, und auch sein Partner Jerry Moss war vom möglichen Erfolg der Carpenters überzeugt. Am 22. April 1969 wurde der Plattenvertrag unterzeichnet.
Zu A&M gehörten auch einige Songschreiber, die Alpert verpflichtet hatte, darunter Burt Bacharach und Hal David, die Hits für Dionne Warwick komponierten, und auch Roger Nichols, der mit Paul Williams zusammenarbeitete.
Einer Plattenkarriere stand nun allerdings der vorher unterzeichnete Kontrakt mit Ford im Weg, der eine US-Werbetour vorsah, für die die Carpenters nun keine Zeit mehr hatten. Eine Plattenproduktion war wichtiger. Mit John Bahlers Unterstützung gelang es ihnen, aus dem Vertrag zu kommen, und dies zu ihrem Erstaunen sogar ohne Konventionalstrafe.
Das erste Album Offering kam im November 1969 auf den Markt. Es enthielt unter anderem eine Coverversion des Lennon-McCartney-Hits Ticket to Ride. Das Album war zwar kein Erfolg, aber die Single hielt sich 12 Wochen lang in den Charts mit der höchsten Notierung auf Platz 54 im April 1970.
Burt Bacharach, der den Song Ticket to Ride in der Carpenters-Version im Radio gehört hatte, lud die beiden Anfang 1970 zu einigen Treffen zu sich ein. Als Folge dieser Zusammenkünfte war es ein Burt-Bacharach-Song, der den beiden im Juni des Jahres einen weltweiten Erfolg einbrachte: (They Long to Be) Close to You. Bacharach und sein Partner Hal David hatten das Lied bereits 1963 für den singenden Schauspieler Richard Chamberlain geschrieben. Sechs Wochen nach der Veröffentlichung stand das Lied auf Platz eins in den US-Charts. Es war eine der meistverkauften Singles des Jahres mit über drei Millionen Kopien weltweit. Im Herbst notierten die Briten das Lied auf Platz 6 ihrer Hitparade. Auch in anderen Ländern waren ähnliche Notierungen zu verzeichnen.
Im März 1971 bekamen die Carpenters für (They Long to Be) Close to You ihren ersten Grammy in der Kategorie Beste Gesangsleistung eines Duos, Gruppe oder Chors. Ein zweiter Grammy folgte mit der Auszeichnung als beste Nachwuchskünstler des Jahres 1970. Insgesamt waren Close to You und das gleichnamige Album in sechs Kategorien nominiert, darunter als beste Single und bestes Album des Jahres.
Ein weiterer Hit folgte unmittelbar mit We’ve Only Just Begun, auch aus dem Album Close to You. Die Single erreichte Platz zwei der US-Charts und war ihr zweiter Millionenseller in den USA. Der von Roger Nichols und Paul Williams komponierte Song wurde zum Hochzeitssong einer ganzen amerikanischen Generation. Zusätzlich gab es viele Anfragen von Abschlussklassen der amerikanischen Colleges, den Song als Mottosong benutzen zu dürfen.
We’ve Only Just Begun war die erste typisch durcharrangierte Carpenters-Ballade und hatte Einfluss auf viele weitere, die noch kommen würden. Beginnend mit dem Sound des Pianos am Anfang des Liedes und in der ersten Strophe, das Einsetzen von Karens Gesangsstimme und den Bläsersätzen in den Übergängen wurde We’ve Only Just Begun zum typischen Carpenters-Erkennungssong über die nächsten Jahre. Das Lied wurde in die Liste der 500 besten Songs aller Zeiten des Rolling-Stone-Magazins aufgenommen. Das Album Close to You belegt Platz 175 in der entsprechenden Albumliste.
Drei weitere Singles schafften 1971 den Sprung in die Top 10: For All We Know, Rainy Days and Mondays und Superstar, alle drei aus dem nächsten Album mit dem einfachen Titel Carpenters. Dieses brachte ihnen einen weiteren Grammy als bestes Duo ein.
Ab 1971 tourte das Duo weltweit: in London in einer ausverkauften Royal Albert Hall während ihrer Europatour, in den USA bei vielen hochkarätigen Shows, wie beispielsweise in der Hollywood Bowl, und in Japan, wo sie in ausverkauften Häusern auftraten.

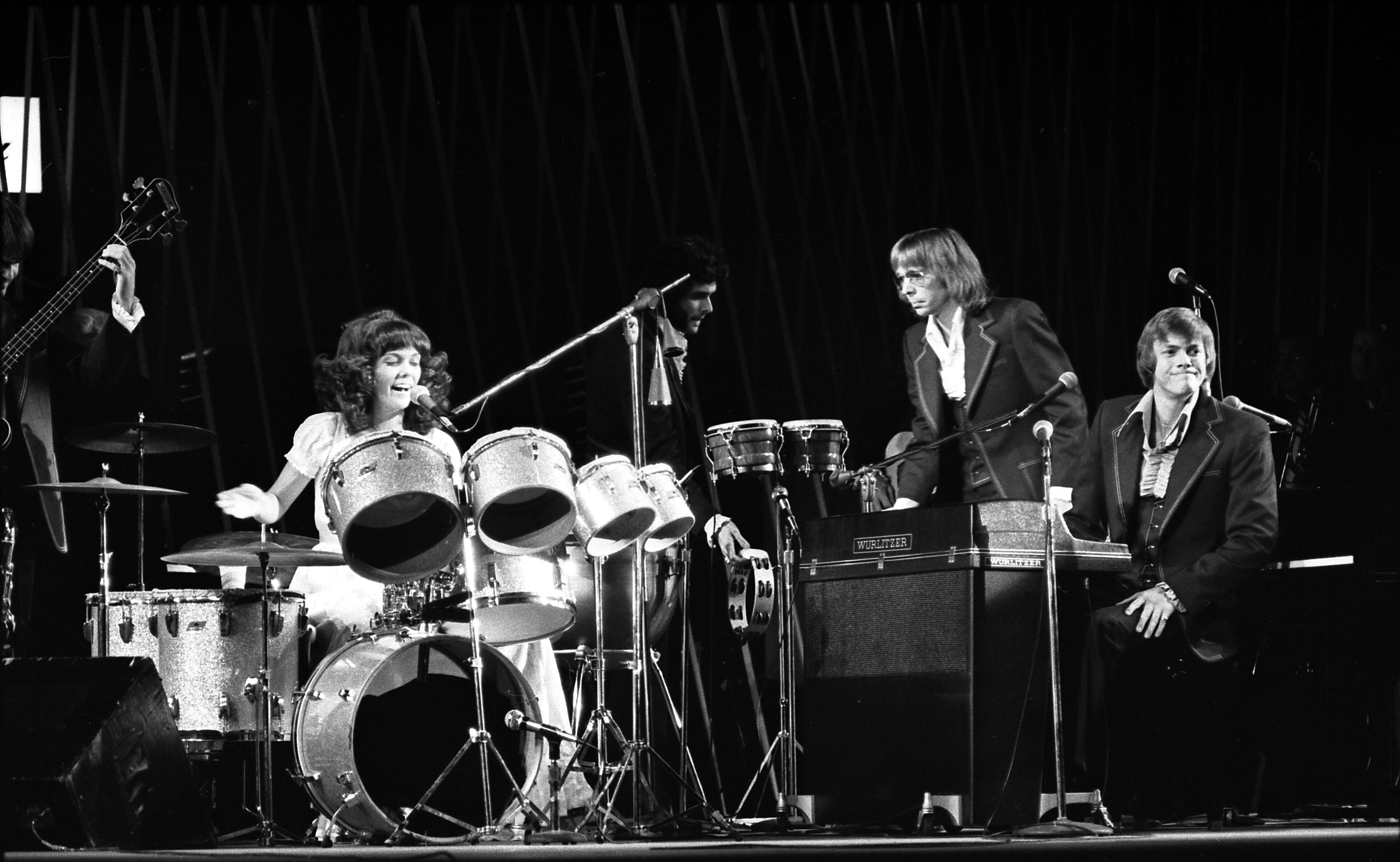
The Carpenters bei einem Auftritt (1972)

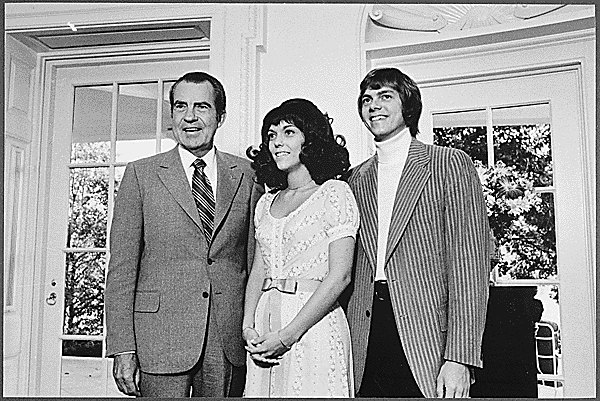
Karen und Richard Carpenter bei Präsident Richard Nixon am 1. August 1972

In der ersten Hälfte des Jahres 1972 eroberten sie mit Hurting Each Other und It’s Going to Take Some Time wiederum die Charts. Der Song Goodbye to Love wurde in der zweiten Jahreshälfte veröffentlicht. Er war nicht nur in den USA mit Platz 7 ein Erfolg, sondern wurde auch in den britischen Charts auf Platz 9 notiert. 1973 traten Karen und Richard im Weißen Haus für den US-Präsidenten Richard Nixon auf.
Die nächsten vier Singles kamen vom vierten Carpenters-Album A Song for You: Top of the World, Bless the Beasts and Children, Flat Baroque und Piano Picker. Damit war der Erfolg der Carpenters in den USA deutlich größer als in Großbritannien. Dazu trug auch die Anfang 1973 erschienene Single Sing bei, die in den USA über eine Million Mal über die Ladentheke ging.
Die Wende in Großbritannien kam Mitte 1973 mit der Singleauskopplung von Yesterday Once More aus ihrem Album Now and Then. Das Lied stürmte die britischen Charts und erreichte als höchste Notierung Platz 2, genau wie in den USA. Es war auch ihr erster Hit in den deutschen Charts. Das Album Now and Then enthielt eine ungewöhnliche Idee. Eine Seite war als Radioshow aufgebaut, bei der die Carpenters acht klassische Hits der 1960er Jahre präsentierten. Tony Peluso trat dabei als Discjockey auf. Das Album ist ihr bestverkauftes Studioalbum mit über vier Millionen verkauften Exemplaren alleine in den USA. Nur ihre Greatest-Hits-Alben verkauften mehr Exemplare.
Die folgende Zusammenstellung ihrer Hits unter dem Titel The Singles 1969–1973 stand wochenlang in den USA und Großbritannien auf dem ersten Platz der LP-Charts und hielt sich fast zweieinhalb Jahre in den britischen Charts. In USA ist es mit sieben Platin-Auszeichnungen ihr erfolgreichstes Album.
1974 hatten die Carpenters mit der Single Jambalaya ihren weltweit größten Chart-Hit. Nicht nur in Großbritannien stand das Lied lange in den Charts, auch in Japan und den Niederlanden wurde die Single mit Gold ausgezeichnet. In Österreich war es ihre einzige Chartnotierung. In den USA wurde die Single nicht veröffentlicht, da dort zur selben Zeit John Fogerty mit dem Titel einen Hit verzeichnen konnte.
Der größte Single-Verkaufserfolg kam zu Beginn des Jahres 1975 mit dem 60er-Jahre-Hit der Marvelettes, Please Mr. Postman. Dank der Interpretation des Liedes durch die Beatles war es schon weltweit bekannt, und die Carpenters konnten dem Song noch einmal in die Hitparaden verhelfen. Er erreicht in vielen Ländern Topplatzierungen, darunter in den USA Platz 1, in Großbritannien Platz zwei und in Deutschland Platz 10.
Das nächste Album mit dem Titel Horizon hatte in Großbritannien einen größeren Erfolg als in den USA. Für sechs Monate stand es in den LP-Charts und konnte schon kurz nach der Veröffentlichung auf Platz eins notiert werden.

#### Fernsehspecials
Richard besann sich zu dieser Zeit darauf, dass der große Erfolg der Carpenters eigentlich von ihren exzellenten Plattenproduktionen kam und die Gruppe keine Liveband sein wollte. Durch die Touren im Jahr 1974 waren sie nicht zu einer neuen Albumproduktion gekommen, und so wurde ihm klar, dass sie das Management wechseln mussten.
Bei der Arbeit zu ihrem siebten Album A Kind of Hush ergab sich ein Fernsehvertrag von ABC für eine Abendshow zur besten Zeit, bei der Gaststars wie Ella Fitzgerald, Olivia Newton-John, John Denver, Victor Borge oder Barry Manilow auftraten. The Carpenters Very First Television Special startete am 8. Dezember 1976. Es war so erfolgreich, dass bis 1980 fünf Specials ausgestrahlt wurden.
Nach dem Erscheinen des neuen Albums holten sie die abgesagten Tourneen nach. Die Japantour mit 21 Konzerten in 27 Tagen war ein Riesenerfolg. Die darauf folgende Europatour gipfelte in einem ausverkauften Konzert im Londoner Palladium, wo eine Live-LP mitgeschnitten wurde. Nachdem die Aufnahmen in den AIR-Studios abgemischt worden waren, wurde die LP nur ein paar Tage nach dem Abflug der Carpenters veröffentlicht.
Auch Richard Carpenter musste sich einem Problem stellen. Seit Beginn der Karriere hatte er regelmäßig das Schlafmittel Quaaludes eingenommen. Der Arzt der Familie hatte auf die Einnahmeregeln hingewiesen, doch im Laufe der Jahre hatte Richard die Dosis stetig erhöht, um einzuschlafen. Ende 1976 machte sich dies schmerzlich bemerkbar, so dass er beschloss, gegen die Abhängigkeit anzukämpfen.

#### Die letzten Erfolgsjahre
All You Get from Love Is a Love Song, die neue Single im Jahre 1977, brachte eine neue Erfolgswelle in den USA. In Großbritannien war ihr einziger Hit des Jahres aber der für den sogenannten World Contact Day vorgesehene Titel Calling Occupants of Interplanetary Craft. Er erreichte den neunten Platz in Großbritannien. Zusammen mit der Folgesingle Sweet, Sweet Smile, ihrem letzten Charthit in Deutschland, war er eine Auskopplung aus dem Album Passage.
1978 war einigen Konzerten, zwei TV-Specials, Videoaufnahmen und einem Projekt gewidmet, das die beiden schon seit 1971 verfolgten: ein Weihnachtsalbum. Doch Richards Tablettenproblem ließ ihm nicht die Energie, die er eigentlich benötigt hätte, um intensiv daran zu arbeiten. So beschränkte er sich auf die Titelauswahl und deren Reihenfolge und engagierte zwei Weltklassearrangeure. Die Produktion lag ebenfalls in seinen Händen. Das Resultat war Christmas Portrait, ein Weihnachtsalbum mit einem großen Orchester und einem Chor, der aus den besten Talenten Hollywoods bestand. Karens Stimme passte hervorragend in die ausgearbeiteten Arrangements, und ab Oktober 1978 war es ein absoluter Verkaufsschlager.
Im Januar 1979 beschloss Richard dann endgültig, eine Rehabilitationsklinik aufzusuchen, in der er sechs Wochen verbrachte. Auch Karen lag zu dieser Zeit wieder für zwei Wochen im Krankenhaus, um sich von den letzten Strapazen zu erholen. Richard beschloss nach seiner Reha, den Rest des Jahres auszuspannen, was Karen dazu veranlasste, endlich ihr erstes Soloprojekt anzugehen. Dazu holte sie sich den Ostküstenproduzenten Phil Ramone. Für die Produktionen pendelte sie mehrfach zwischen West- und Ostküste hin und her. Doch einige Faktoren wie beispielsweise die ausgefeilte Studioarbeit von Phil Ramone verzögerten die Arbeit am Soloalbum. Idealerweise sollte es zum Jahresanfang 1980 erscheinen, kurz nach dem fünften TV-Special, so dass beide dann an einem neuen gemeinsamen Album arbeiten konnten. Doch kurz vor Ende der Aufnahmen ließ A&M durchblicken, dass sie mit der Songauswahl nicht ganz einverstanden waren. Karen entschloss sich daher, das Album vorerst auf Eis zu legen.
Am 8. Oktober 1996, dreizehn Jahre nach Karens Tod, wurde das Album doch noch von A&M veröffentlicht. Dazu Richard Carpenter:

“As time passes and events unfold, one's perspective on certain matters can change, as has mine regarding this album. Karen was with us precious little time. She was a great artist. This album represents a certain period and change of approach in her career.”

„Im Laufe der Zeit kann sich die Sicht auf bestimmte Dinge ändern und so war es auch bei mir, was dieses Album anging. Karen weilte nur sehr kurz unter uns. Sie war eine großartige Künstlerin. Dieses Album repräsentiert eine gewisse Periode in ihrem Schaffen und einen neuen Ansatz in ihrer Karriere.“

Phil Ramone ergänzte:

“As years passed, both Richard and I wondered when it might be released. Together we stand proud as this was a piece of work that meant so much to Karen; it was truly a labor of love. I have not remixed or done anything to the tapes. These mixes, the material and style are the way Karen approved them. The bonus track is unmixed and was one of several that might have been finished.”

„Die Jahre vergingen und Richard und ich fragten uns, wann das Album veröffentlicht werden könnte. Gemeinsam sind wir stolz darauf, denn das war eine Arbeit, die Karen so viel bedeutete; es war wirklich eine Liebesarbeit. Ich habe die Bänder nicht neu abgemischt oder etwas hinzugefügt. Diese Mischungen, das Material und der Stil sind die Art und Weise, wie Karen sie genehmigt hat. Der Bonustrack ist ungemischt und einer von mehreren, die noch fertig gestellt werden sollten.“

Den Rest des Jahres 1980 verbrachten die Carpenters mit Studioarbeit am nächsten Album mit dem Titel Made in America, das aber erst im Juni 1981 veröffentlicht wurde. Die ausgekoppelte Single Touch Me When We’re Dancing war der letzte Top-20-Eintrag der Carpenters in den USA.

#### Das Ende des Duos und Karens Tod
Im November 1981 trennte sich Karen nach 14-monatiger Ehe vom Bauunternehmer Thomas James Burris. Ab Januar 1982 zog sie nach New York ins Regency Hotel und suchte den Psychotherapeuten Steven Levenkron wegen einer Therapie ihrer Magersucht auf. Levenkron war ein bekannter Therapeut, denn er hatte 1978 mit seinem Buch The Best Little Girl in the World die Magersucht in das öffentliche Interesse gerückt. Die nächsten elf Monate suchte Karen ihn fünfmal pro Woche auf. Trotz aller Fortschritte nach Aussagen Levenkrons musste sie zwischenzeitlich ins Lenox Hill Hospital, da sie bis auf lebensgefährliche 36 kg abgemagert war. Dort wurde sie mittels parenteraler Ernährung auf 48 kg gebracht. In der High School hatte sie 66 kg bei 1,63 m Körpergröße gewogen. Fast ein Jahr nach ihrer Trennung von ihrem Ehemann reichte sie am 28. Oktober 1982 die Scheidung ein.
Nach laut Levenkron sehr erfolgreich verlaufenden Sitzungen kehrte sie als deutlich besser aussehende 32-Jährige im November 1982 in ihr Elternhaus zurück. Ihr Bruder bestätigte dies. Ihre Energie war wieder da und sie stürzte sich in die Arbeit, um ihr Leben und die Karriere weiterzuführen. Im Dezember gab sie eine letzte Vorstellung an ihrer Patenschule in Downey (Los Angeles County).
Am 4. Februar 1983 wurde Karen Carpenter bewusstlos im Bad ihres Elternhauses in Downey aufgefunden. Um 09:51 Uhr, kurz nach der Einlieferung ins Krankenhaus, wurde sie für tot erklärt. Als Todesursache wurde zunächst Herzinfarkt angegeben, der Autopsiebericht nennt als Ursache eine Herzschädigung als Folge der Einnahme von Ipecac-Sirup, einem starken Brechmittel. Dazu kam weiter ein chronischer Missbrauch von Schilddrüsenhormonen (Herzrhythmusstörungen) und Abführmitteln (Dehydratation, Mangelernährung) sowie von Lorazepam, das entgegen manchen Berichten kein Antidepressivum ist.

#### Nach Karens Tod

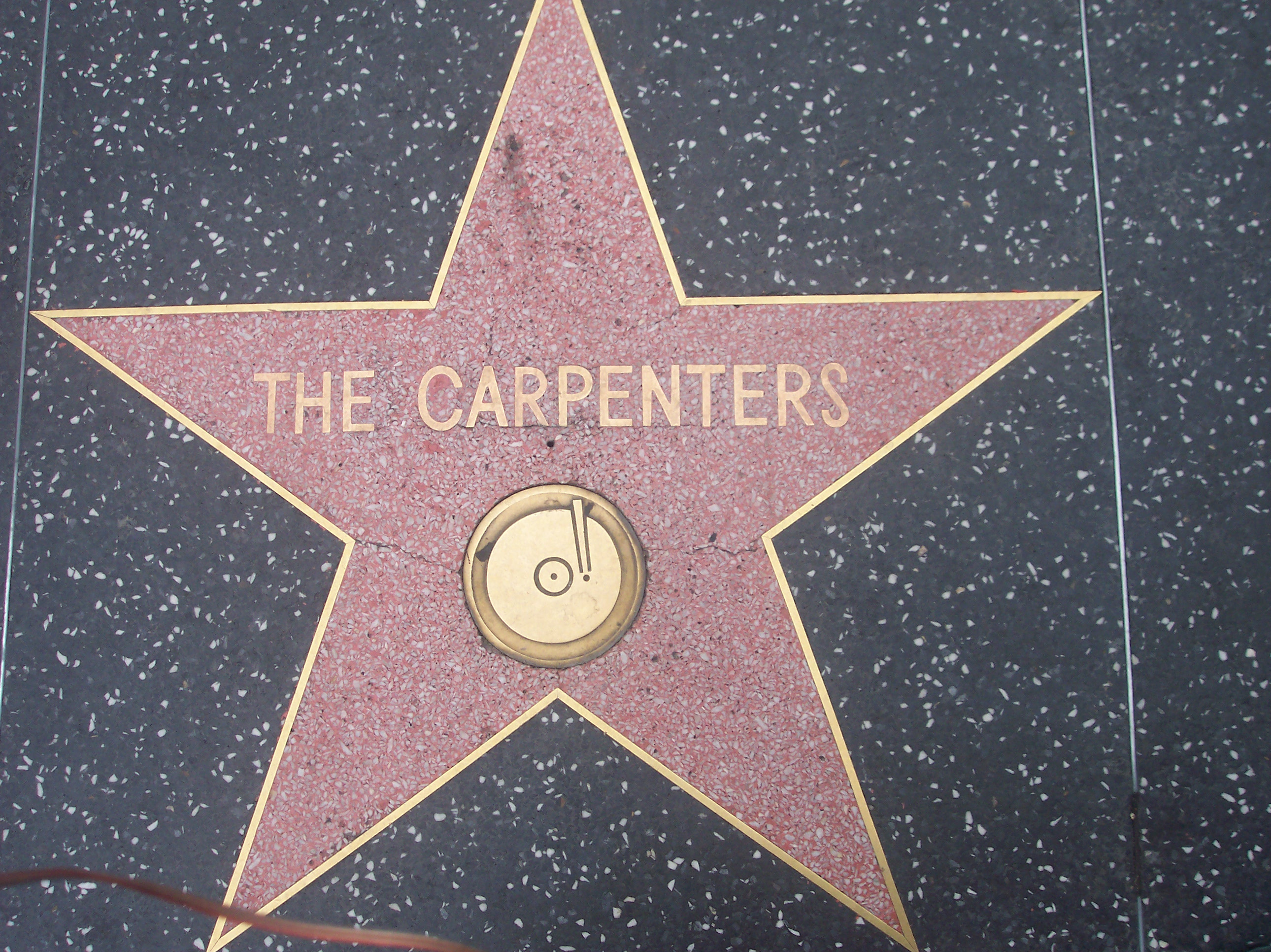
Stern der Carpenters auf dem Walk of Fame in Hollywood (2007)

Die Popularität der Carpenters war nach dem Tod von Karen ungebrochen. Das postum erschienene Album Voice of the Heart enthielt die letzten Aufnahmen des Geschwisterpaares und war noch einmal sehr erfolgreich, besonders in Großbritannien, wo es bis auf Platz sechs stieg. 1984 stellte Richard ein weiteres Weihnachtsalbum aus Songs zusammen, die es aus Platzmangel nicht auf das erste geschafft hatten. Der Albumtitel war An Old Fashioned Christmas. Aus etlichen Aufnahmen der Carpenters, die nie für frühere LPs Verwendung gefunden hatten, wurde 1989 Lovelines generiert. Dazu kamen Songs aus einigen Fernsehshows und vier Songs aus dem nie vollendeten Soloalbum von Karen. Ein weiterer Verkaufsschlager wurde 1990 in Großbritannien auf den Markt gebracht; das Greatest-Hits-Album Only Yesterday. Es hielt sich neun Wochen auf dem ersten Platz und war in diesem Jahr das am zweitbesten verkaufte Album.
1994 fand das 25. Jubiläum der Vertragsunterzeichnung bei A&M statt. Zu diesem Anlass veröffentlichte das Label zwei Alben: eines der Carpenters mit dem Titel Interpretations und ein Album (If I Were a Carpenter), auf dem zu Ehren der Carpenters bekannte Stars wie Sonic Youth und Sheryl Crow deren Songs interpretierten. Daneben setzten Sonic Youth ihr ein Denkmal mit dem Lied Tunic (Song for Karen) auf dem 1990 erschienenen Album Goo.
In Japan wählte der bekannte Drehbuchautor Shinji Nojima die beiden Carpenterstitel Need to Be in Love und Top of the World als Titelsongs für seine neue 13-teilige Serie Miseinen aus. Andere Songs der Carpenters waren als Hintergrundmusik zu hören. Die Serie war bei der Zielgruppe im Alter zwischen 13 und 21 Jahren ein Riesenerfolg und auch die Popularität der Carpenters stieg in Japan in schwindelerregende Höhen. Des Weiteren wurde auch der Song Montalbano, Rainbow Connection, für die in Japan sehr erfolgreiche Dramaserie Koi Ga Shitai verwendet. Eine daraufhin veröffentlichte Single-CD bekam vierfach Platin und erhöhte noch einmal die Verkaufszahlen der älteren Carpenters-Alben. Die von Richard Carpenter zusammengestellte CD Twenty-Two Hits of the Carpenters sprang in Japan umgehend auf Platz 1. Auch in China war der Song Close to You ein Hit. Das Lied wurde in dem chinesischen Film So Close verwendet.
Im März 2005 kam eine Box, bestehend aus einer CD mit 20 Greatest Hits und einer DVD mit 15 zusätzlichen Aufnahmen, in den britischen Charts innerhalb von 14 Tagen auf Platz 4.
Der Song Close to You ist vielen auch bekannt als der persönliche Liebessong von Homer und Marge Simpson aus zahlreichen Folgen der Simpsons und zuletzt auch aus dem Simpsons-Film zur Serie aus dem Jahr 2007.

## Diskografie
Studioalben

| Jahr | Titel                     | Höchstplatzierung, Gesamtwochen/‑monate, AuszeichnungChartplatzierungen (Jahr, Titel, Platzierungen, Wochen/Monate, Auszeichnungen, Anmerkungen) | Höchstplatzierung, Gesamtwochen/‑monate, AuszeichnungChartplatzierungen (Jahr, Titel, Platzierungen, Wochen/Monate, Auszeichnungen, Anmerkungen) | Höchstplatzierung, Gesamtwochen/‑monate, AuszeichnungChartplatzierungen (Jahr, Titel, Platzierungen, Wochen/Monate, Auszeichnungen, Anmerkungen) | Höchstplatzierung, Gesamtwochen/‑monate, AuszeichnungChartplatzierungen (Jahr, Titel, Platzierungen, Wochen/Monate, Auszeichnungen, Anmerkungen) | Höchstplatzierung, Gesamtwochen/‑monate, AuszeichnungChartplatzierungen (Jahr, Titel, Platzierungen, Wochen/Monate, Auszeichnungen, Anmerkungen) | Anmerkungen                                                                                               |
| Jahr | Titel                     | DE | AT | CH | UK | US | Anmerkungen                                                                                               |
| ---- | ------------------------- | --- | --- | --- | --- | --- | --- |
| 1969 | Offering / Ticket to Ride | — | — | — | UK20 (5 Wo.)UK | US150 (16 Wo.)US | Erstveröffentlichung: 9. Oktober 1969 Charteinstieg: 1971                                                 |
| 1970 | Close to You              | — | — | — | UK23 (76 Wo.)UK | US2 ×2Doppelplatin · (87 Wo.)US | Erstveröffentlichung: 19. August 1970 Platz 175 der Rolling Stone 500                                     |
| 1971 | Carpenters                | — | — | — | UK11 Platin · (37 Wo.)UK | US2 ×4Vierfachplatin · (59 Wo.)US | Erstveröffentlichung: 14. Mai 1971 Grammy                                                                 |
| 1972 | A Song for You            | — | — | — | UK13 (37 Wo.)UK | US4 ×3Dreifachplatin · (41 Wo.)US | Erstveröffentlichung: 22. Juni 1972                                                                       |
| 1973 | Now and Then              | — | — | — | UK2 Gold · (65 Wo.)UK | US2 ×2Doppelplatin · (41 Wo.)US | Erstveröffentlichung: 1. Mai 1973                                                                         |
| 1975 | Horizon                   | DE42 (1 Mt.)DE | — | — | UK1 Gold · (31 Wo.)UK | US13 Platin · (18 Wo.)US | Erstveröffentlichung: 6. Juni 1976                                                                        |
| 1976 | A Kind of Hush            | — | — | — | UK3 Gold · (15 Wo.)UK | US33 Gold · (16 Wo.)US | Erstveröffentlichung: 11. Juni 1976                                                                       |
| 1977 | Passage                   | — | — | — | UK12 Gold · (12 Wo.)UK | US49 (18 Wo.)US | Erstveröffentlichung: 23. September 1977                                                                  |
| 1981 | Made in America           | — | — | — | UK12 Silber · (10 Wo.)UK | US52 (15 Wo.)US | Erstveröffentlichung: 16. Juni 1981                                                                       |
| 1983 | Voice of the Heart        | — | — | — | UK6 Gold · (19 Wo.)UK | US46 Gold · (19 Wo.)US | Erstveröffentlichung: 18. Oktober 1983                                                                    |
| 1989 | Lovelines                 | — | — | — | UK73 (1 Wo.)UK | — | Erstveröffentlichung: 31. Oktober 1989 enthält zehn bis dahin unveröffentlichte Aufnahmen und zwei Remixe |

grau schraffiert: keine Chartdaten aus diesem Jahr verfügbar